# Napęd psychoruchowy
Napęd psychoruchowy, napęd psychomotoryczny (ang. psychomotor drive) – wyjściowe tempo procesów psychicznych i ruchowych danej osoby, składające się na jej temperament, utożsamiane zazwyczaj z aktywnością złożoną, spontanicznością. Zaburzenia tego napędu występują jako objaw zaburzeń psychicznych. Do najczęstszych należą:
- osłabienie aktywności (spowolnienie psychoruchowe, hipobulia), charakterystyczne dla depresji, a także schizofrenii, zwłaszcza schizofrenii prostej
- wzmożenie aktywności (pobudzenie psychoruchowe, hiperbulia), charakterystyczne dla stanów maniakalnych.